# Birgitta Rasmusson
Kerstin Birgitta Rasmusson, född 4 september 1939 i Ljungskile, Bohuslän, död 5 mars 2021 i Stockholm, var en svensk kokboksförfattare.

## Biografi
Rasmusson växte upp på en gård i Bohuslän. Intresset för bakning fick hon från sin mor Agnes som brukade anordna kafferep.
Birgitta Rasmusson utbildade sig vid Fackskolan för huslig ekonomi i Uppsala där hon tog lanthushållslärarexamen. Hon arbetade på ICA provkök i 20 år och var under en tid chef för ICA:s provkök samt på ICA bokförlag och var med och bland annat sammanställde kokböckerna Rutiga kokboken och Sju sorters kakor. Rasmusson arbetade även som konsumentupplysare och testredaktör på Icakuriren.
Rasmusson var från 2012 till 2020 domare i TV-tävlingsprogrammet Hela Sverige bakar tillsammans med Johan Sörberg. Hon var en av de nominerade vid Kristallen 2020 i kategorin årets TV-personlighet för sin medverkan i programmet. Även under 2010-talet gjorde hon inhopp som testare, där hon bland annat testade elvispar.
År 2021 avled Rasmusson efter ha vårdats en tid på Stockholms sjukhem.